# منبع‌شناسی دوران شاه‌صفی
منبع‌شناسی دوران شاه‌صفی، زیرمجموعه‌ای از منبع‌شناسی کل دوران صفویه می‌باشد اما بعضی از منابع از جهت نزدیکتر بودن ارزش بیشتری دارند.

## منبع‌شناسی
منابع دوران شاه صفی شامل تاریخ نگاریها، نوشته‌های تاریخی (منشآت، فتح‌نامه‌ها و پیمانها)، آثار هنری (نگاره‌ها، سروده‌ها)، سفرنامه‌های سفیران کشورهای اروپایی و غیراروپایی (عثمانی، هندی) و کتیبه بناها می‌شود. فرهنگ عامه (فولکلور) و منابع دینی - مذهبی هم قابل ذکر محسوب می‌شوند.

### تاریخ‌نگاریها

#### خلاصة السیر (تاریخ روزگار شاه صفی)
تألیف محمد معصوم بن خواجگی اصفهانی است. مؤلف در روزگار شاه عباس اول و شاه صفی به دلیل تصدی برخی مناصب دولتی، شاهد عینی حوادث بوده‌است. این کتاب در ۱۰۵۲ تألیف شد و در واقع مکمل تذکرة الملوک و سفرنامه کمپفر در ارتباط با مناصب صفویه‌است.

#### خلد برین
تألیف میرزا محمد بن یوسف واله اصفهانی است. این کتاب، تاریخ عمومی در هشت روضه و روضه هشتم آن مربوط به شاهان صفوی است. روضه اخیر خود شامل هفت «حدیقه» و هر حدیقه به نام یکی از پادشاهان صفویه از شاه اسماعیل تا شاه سلیمان است. محمد واله، تاریخ خود را از منابع متقدم مانند حبیب السیر، احسن التواریخ و عالم آرای عباسی برداشت کرده‌است. اما با به کارگیری لغات و تشبیهات و استعارات خوب توانسته‌است اثر خود مستقل جلوه دهد. حدیقه اول تا چهارم را میرهاشم محدث در ۱۳۷۲ منتشر کند و حدیقه پنجم یعنی شرح سلطنت شاه عباس، هنوز به صورت خطی است. روضه ششم و هفتم به کوشش یرهاشم محدث در سال ۱۳۷۹ خورشیدی حدیقه ششم و هفتم از روضه هشتم به کوشش محمدرضا نصیری در سال ۱۳۸۰ چاپ شده‌است.

#### تاریخ سلطانی
تألیف سیدحسن بن مرتضی حسین استرآبادی است که در روزگار شاه سلطان حسین و در ۱۱۱۵ ه‍.ق به نام او تألیف شده‌است. این کتاب سه بخش دارد و بخش سوم، تاریخ صفویه را از ایام شیخ صفی دربر می‌گیرد. این بخش از کتاب با عنوان از شیخ صفی تا شاه صفی به تصحیح احسان اشراقی به چاپ رسیده‌است.

#### تاریخ عالم‌آرای عباسی
این کتاب تألیف اسکندربیگ ترکمان (منشی) است. مؤلف در ۱۰۲۵ ه‍.ق تألیف این کتاب را آغاز کرد و وقایع را تا ۱۰۳۸ ه‍.ق (سال درگذشت شاه عباس اول) ادامه داد. تاریخ عالم‌آرای عباسی ارزشمندترین اثر دوره صفویه برای پادشاهی عباس اول است. این اثر چاپ سنگی شد و در ۱۳۳۴ ش، ایرج افشار آن را در دو جلد چاپ کرد. در ۱۳۷۷ ش این اثر در سه جلد به تصحیح محمد اسماعیل رضوانی چاپ و منتشر شده‌است.
اسکندر بیگ پس از مرگ شاه عباس به نگارش کتاب خود، با عنوان ذیل تاریخ عالم آرای عباسی، ادامه داد و شروع به نوشتن وقایع سلطنت شاه صفی کرد، اما با مرگش در ۱۰۴۳ این کار ناتمام ماند.

#### تاریخ شاه صفی (تاریخ تحولات ایران در سال‌های ۱۰۵۲–۱۰۳۸ق)
این کتاب تألیف ابوالمفاخر بن فضل‌الله حسینی سوانح نگار تفرشی، تاریخ تحولات ایران در سال‌های ۱۰۳۸ تا ۱۰۵۲ق، مصادف با پادشاهی شاه صفی می‌باشد که به زبان فارسی و در قرن یازده قمری نوشته شده‌است. این اثر به همراه مبادی تاریخ زمان نواب رضوان مکان (تاریخ تحولات ایران در سال‌های ۱۴۰۱–۸۳۰۱ق)، تألیف محمدحسن حسینی تفرشی با تصحیح و مقدمه و تعلیقات محسن بهرام نژاد توسط نشر میراث مکتوب منتشر شده‌است. کتاب ابوالمفاخر، بدون شک در باب بررسی تاریخ عصر شاه صفی بسیار حائز اهمیت است، به ویژه اینکه نویسنده معاصر با دوره شاه صفی بوده و در واقع تاریخ عصر خویش را گزارش کرده‌است؛ بنابراین هم از نظر انتخاب موضوعات و رخدادهای تاریخی و هم از نظر چینش آن‌ها، برای ارائه تصویری از تاریخ دوران شاه صفی از اهمیت خاصی برخوردار است.

#### قصص الخاقانی
یکی از کتب بسیار نفیس و ذیقیمت عهد صفویه کتاب قصص الخاقانی است. مؤلف کتاب مذکور ولی‌قلی شاملو پسر داود قلی هروی و در سال ۱۰۳۵ قمری در هرات تولد یافته و در جوانی به سیستان رفته است؛ ولی قلی‌خان شاملو، مورخ، ادیب، شاعر و از مستوفیان دورهٔ صفویه می‌باشد. کتاب مذکور در تاریخ صفویه و متضمن یک مقدمه و سه باب و یک خاتمه است. باب اول در تاریخ اجداد صفویه از فیروز شاه تا شاه اسماعیل اول. باب دوم در تاریخ پادشاهان صفوی از شاه اسمعیل اول تا جلوس شاه عباس ثانی باب سوم تاریخ سلطنت شاه عباس ثانی از سال ۱۰۵۲ که سال جلوس اوست تا ۲۵ ربیع الاول ۱۰۷۷ که در آن تاریخ این پادشاه در خسروآباد دامغان فوت نمود. خاتمه کتاب منقسم بدو تذکره است. تذکره اول در علما و اطبا و شیوخ عهد شاه عباس ثانی و تذکره دوم در احوال شعرای همان عصر. مؤلف در باب وجه تسمیه کتاب بنام «قصص الخاقانی» اینطور می‌نویسد که چون این کتاب را در سال ۱۰۷۲ شروع کرده بود نام آن را قصص الخاقانی گذاشت تا بحساب جمل با سال شروع تألیف مطابق در آید. ابتدا می‌خواست فقط رویدادهای زمان شاه عباس دوم را بنویسد، اما چون برآن بود که هر اثری باید مقدمه‌ای مرتبط با موضوع داشته باشد، کتابش را در یک مقدمه (دربارهٔ نسب و سیادت شاهان صفوی)، سه باب و یک خاتمه نوشت. باب نخست دربارهٔ شرح احوال اجداد شاه عباس دوم؛ باب دوم دربارهٔ روزگار شاه اسماعیل اول تا زمان شاه صفی؛ و باب سوم دربارهٔ روزگار شاه عباس دوم، از شروع سلطنت تا مرگ وی. خاتمه در سه بخش و دربارهٔ سرگذشت عالمان دینی، شاعران نامدار و حکما، صوفیان و درویشان مشهور روزگار شاه عباس دوم است. تألیف این کتاب در۱۰۷۶ پایان یافته، اما شاملو، برای تکمیل اثرش، رویدادهای مهم را تا ۱۰۷۹ ضبط کرده و به کتابش افزوده‌است.

#### تاریخ جهان‌آرای عباسی
تاریخ جهان آرای عباسی یا عباسنامه ، تألیف میرزا محمدطاهر وحید قزوینی که به تفضیل به جزئیات دودمان صفوی از آغاز تا شاه عباس دوم پرداخته‌است. وی این کتاب را به درخواست سید علاءالدین حسین معروف به خلیفه سلطان، صدراعظم شاه عباس دوم نگاشته‌است.
این کتاب شامل مقدمه و سه باب است:
- باب اول در ذکر اجداد صفویه از فیروزشاه زرین‌کلاه تا سلطان حیدر
- باب دوم در شش فصل، شامل حوادث زمان شاه اسماعیل یکم، شاه طهماسب یکم، جلوس شاه اسماعیل دوم، شاه محمد خدابنده، جلوس و حکومت شاه عباس اول، حوادث دورهٔ شاه صفی
- باب سوم دربارهٔ ۲۲ سال از حکومت شاه عباس دوم

#### دستور شهریاران‌
دستور شهریاران ، اثر محمد ابراهیم بن زین العابدین نصیری،  مجلس‌نویس دربار شاه سلطان حسین صفوی ، با تصحیح محمد نادر نصیری مقدم، به بررسی و شرح حوادث و وقایع سال‌های ۱۱۰۵ تا ۱۱۱۰ ق. در ایران مصادف با سلطنت شاه سلطان حسین آخرین پادشاه صفوی می‌پردازد.

### سفرنامه‌ها

#### پیتر دلاواله
در میان جهانگردان ایتالیایی، که از دوره امپراتوری مغولان به بعد خاطرات سفرهای خود به آسیا را نوشته‌اند، پیترو دلاواله مقام ارزنده‌ای دارد. او سفرنامه بسیار با ارزشی دربارهٔ ترکیه، ایران و هند از خود به جا گذاشت. پیترو دلاواله در ۱۶۱۷م / ۱۰۲۶ ه‍.ق به حضور شاه عباس اول رسید و در حدود ۶ سال در ایران ماند. او در کتابش، شرح کاملی از وقایع شاه عباس اول، به ویژه مراسم دربار او داده‌است.

#### اَدام اُلئاریوس
اُلئاریوس از سوی فردریش سوم، دوک ایالت شلسویگ-هلشتاین، به دربار شاه صفی (۱۰۳۸–۱۰۵۲ ه‍. ق) اعزام شد. او شرح دقیقی از اوضاع جغرافیایی (مثلاً ویژگی‌های دریای خزر)، ویژگی‌های شهرهایی که از آن‌ها دیدن کرده، آداب و رسوم مختلف ایرانیان، آموزش و پرورش کودکان و مشاغل بیان کرده‌است. در واقع می‌توان گفت که این سفرنامه یک «جامعه‌شناسی تاریخی» بسیار ارزشمند است. این سفرنامه را احمد بهپور در سال ۱۳۶۳ ه‍.ش چاپ و منتشر کرده‌است، اما در تطبیق سال‌های میلادی با هجری قمری دقت نشده‌است و هیچ‌یکی از سال‌های هجری درست و قابل اعتماد نیست. این سفرنامه در ۲ جلد با ترجمه حسین کُردبچه در ۱۳۶۹ خورشیدی با کیفیت بهتر چاپ شده‌است.

#### شاردن
ژان شاردن از فرانسه به دربار شاه عباس دوم و شاه سلیمان آمد. او در سفر دوم نزدیک به چهار و نیم سال در ایران ماند. سفرنامه شاردن از مفصل‌ترین سفرنامه‌هایی است که اروپاییان، دربارهٔ ایران نوشته‌اند. این مجموعه ارزشمند، مانند دیگر سفرنامه‌های اروپاییان، شرح بسیار دقیق و کاملی از فرهنگ و آداب و رسوم جامعه ایران در روزگار صفویه داده‌است. متن کامل این سفرنامه با ترجمه محمدلوی عباسی در سال ۱۳۳۵ به چاپ رسیده‌است.

#### تاورنیه
تاورنیه بین سال‌های ۱۶۳۲ و ۱۶۶۸ م از فرانسه ۹ بار به ایران آمد و به دربارهای شاه صفی، شاه عباس دوم و شاه سلیمان راه یافت. مندرجات این سفرنامه شرحی است دربارهٔ راه‌های مواصلاتی ایران، وسعت ایران و تقسیم ایالات آن، آداب و رسوم، مذاهب موجود، خصوصیات پادشاهان صفوی، روش حکومتی، طبقات اجتماعی است. سفرنامه تارونیه برای بار اول به وسیله ابوتراب نوری ترجمه شد و در سال ۱۳۳۶، حمسید شیروانی به تصحیح و تجدید نظر آن پرداخت.

#### کمپفر
انگلبرت کمپفر آلمانی در روزگار شاه سلیمان (۱۰۷۷–۱۱۰۵ ه‍. ق) به ایران آمد و دو سال در ایران اقامت کرد. او در سفرنامه خود با دقت عجیبی به مساحی و اندازه‌گیری ارتفاع و فواصل مختلف در ایران پرداخته و توصیف دقیقی از مناصب دولتی، کاخ‌ها، تفرج‌گاه‌ها، قصرها و حرم‌سراها ارائه داده‌است. کمپقر در فاصله سال‌های ۱۶۸۵–۱۶۹۴ م. نیز به ایران سفر کرد. این اثر با ترجمه کیکاووس جهانداری در سال ۱۳۵۰ منتشر شد.

### منابع عثمانی

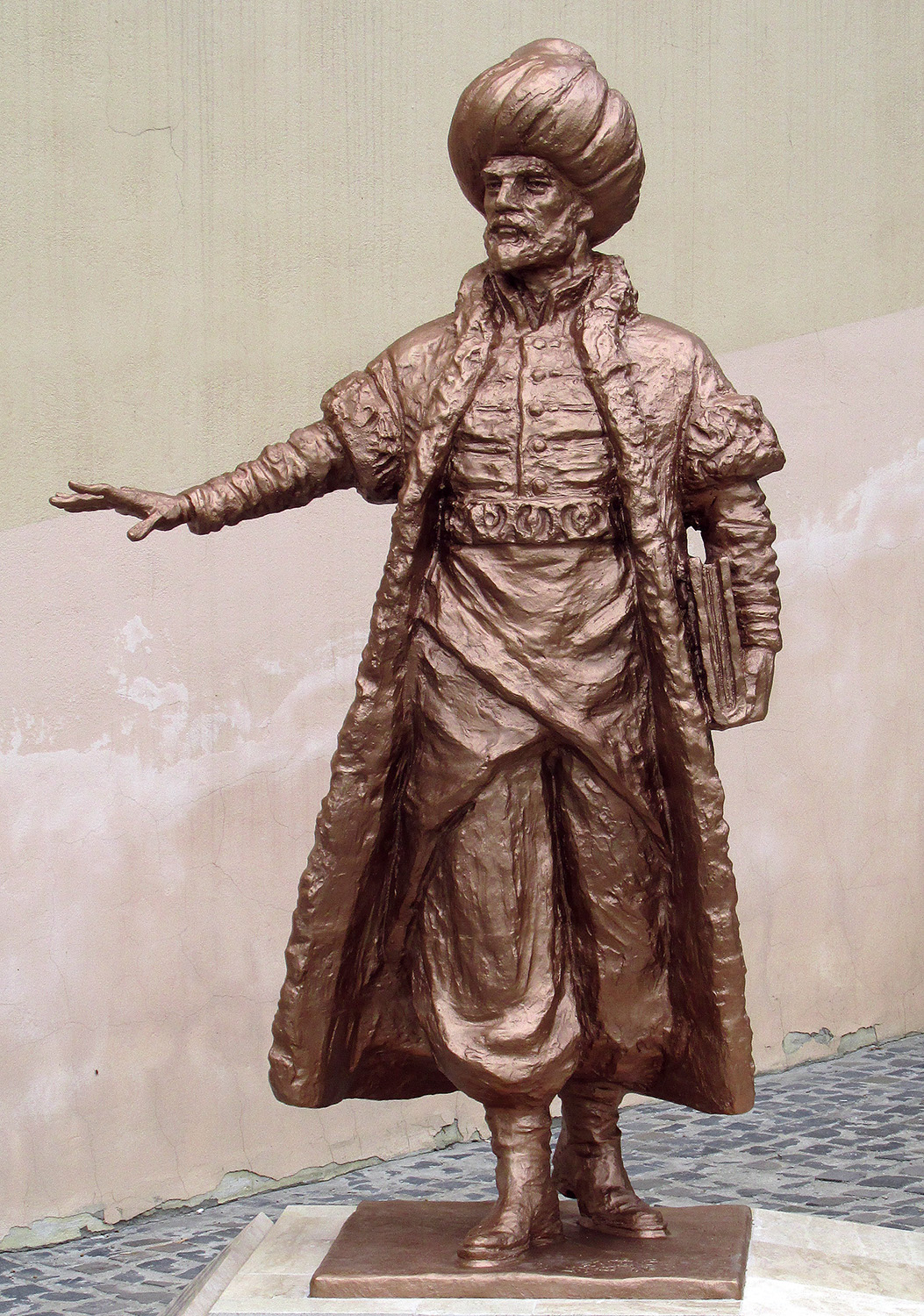
مجسمه ابراهیم پچوی در پچ، مجارستان